# Kristers Ansons
Kristers Ansons, né le 7 septembre 1999 à Talsi, est un coureur cycliste letton. Il est membre de l'EC Saint-Étienne Loire.

## Biographie
Originaire de Talsi, Kristers Ansons est issu d'une famille de cyclistes. Il est le fils d'Ouldis Ansons, ancien membre de l'équipe de l'Union soviétique. Son grand frère Artūr a lui aussi pratiqué ce sport en compétition. En parallèle de sa carrière sportive, il suit des études à l'université pour devenir entraîneur. 
En 2017, il devient double champion de Lettonie juniors (moins de 19 ans). Il représente par ailleurs son pays aux championnats d'Europe juniors, où il prend la quatorzième place de la course en ligne. L'année suivante, il se classe deuxième du contre-la-montre et troisième du l'épreuve sur route aux championnats de Lettonie, chez les espoirs (moins de 23 ans). Il finit par ailleurs cinquième du Tour de Cappadoce et huitième de la Minsk Cup, dans le calendrier de l'UCI Europe Tour. Aux Jeux mondiaux militaires de 2019, il gagne la médaille d'or dans la course en ligne par équipes. 
En 2020, il intègre l'équipe continentale Tartu 2024-Balticchaincycling.com, après une saison passée chez Amore & Vita-Prodir. Avec cette formation, il monte de nouveau sur le podium des Championnats de Lettonie espoirs. Il termine aussi cinquième d'une étape du Tour of Malopolska, ou encore onzième du Tour d'Estonie. Après ses performances, il part en France pour intégrer l'EC Saint-Étienne Loire, un club évoluant au plus haut niveau amateur. Sous ses nouvelles couleurs, il remporte une épreuve des Boucles du Haut-Var en 2023,. Il obtient aussi diverses places d'honneur dans des courses du calendrier national. 
En 2024, il se classe troisième du championnat de Lettonie du contre-la-montre. Il est également sélectionné en équipe nationale pour disputer le championnat d'Europe sur route, parmi les élites. Chez les amateurs, il décroche une victoire et quelques accessits dans des courses lettones.

## Palmarès et résultats

### Palmarès par année
- 2017
  -  Champion de Lettonie sur route juniors
  -  Champion de Lettonie du contre-la-montre juniors
- 2018
  - 2e du championnat de Lettonie du contre-la-montre espoirs
  - 3e du championnat de Lettonie sur route espoirs
- 2019
  -  Médaillé d'or de la course en ligne par équipes des Jeux mondiaux militaires
- 2021
  - 2e du championnat de Lettonie du contre-la-montre espoirs
  - 3e du championnat de Lettonie sur route espoirs
- 2022
  - 2e du Tour du Pays Saint-Pourcinois
- 2023
  - 4e épreuve des Boucles du Haut-Var
- 2024
  - 3e du championnat de Lettonie du contre-la-montre

### Classements mondiaux
| Année                                 | 2018  | 2019 | 2020  | 2021 | 2022  | 2023  | 2024  |
| ------------------------------------- | ----- | ---- | ----- | ---- | ----- | ----- | ----- |
| Classement mondial                    | 1676e | nc   | 1854e | 855e | 1455e | 1969e | 1389e |
| UCI Europe Tour                       | 1087e | nc   | 1367e | 660e | 991e  | 1223e | nc    |
|                                       |       |      |       |      |       |       |       |
| Légende : nc = non classéSource : UCI |       |      |       |      |       |       |       |